# فرساي

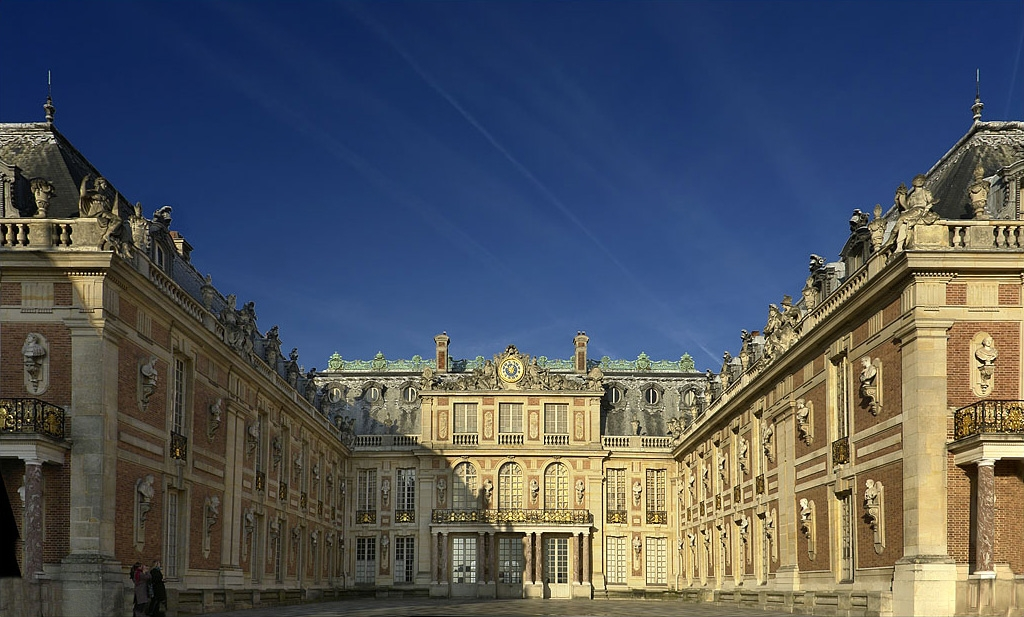
قصر فرساي

فرساي (بالفرنسية:Versailles) هي مدينة تقع في شمال فرنسا، يبلغ عدد سكانها 85.726 نسمة. تبعد نحو 18 كلم جنوب غربي العاصمة باريس. اشتهرت فرساي بقصر فرساي الذي تمت فيه معاهدة فرساي. بناه لويس الرابع عشر في القرن السابع عشر الميلادي، وكان -المقر الرسمي- للأسرة المالكة لأكثر من مئة عام. وفي الوقت الحاضر تم تحويل القصر إلى متحف وطني.

## توأمة
لفرساي اتفاقيات توأمة مع كل من:
- بوشكين
- تايبيه (1986 - )
- نارا
- غيسن
- غيونغجو (15 أبريل 1987 - )

## أعلام
- ألكسندر ميلران
- لويس السابع عشر
- مدام دي بومبادور
- فيليب الخامس ملك إسبانيا
- فيليب الثاني دوق أورليان
- ماريا تيريزا من إسبانيا
- لويس الخامس عشر ملك فرنسا
- لويس الثامن عشر
- جان دي لا برويير
- شارل العاشر ملك فرنسا